# Mundomar
Mundomar és un parc d'animals marins i exòtics, situat a Benidorm (País Valencià). El parc està situat al costat del parc aquàtic Aqualandia i va ser inaugurat en 1996. Mundomar comprén un delfinari i té diferents animals marítims, com ara lleons marins, dofins mulars, pingüins o lloros. El parc sol estar obert des del febrer fins al desembre.